# Physcomitrella patens
Physcomitrella patens là một loài Rêu trong họ Funariaceae. Loài này được (Hedw.) Bruch & Schimp. mô tả khoa học đầu tiên năm 1849.

## Hình ảnh

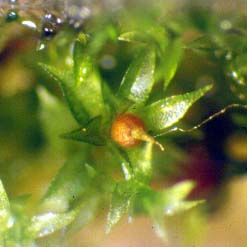
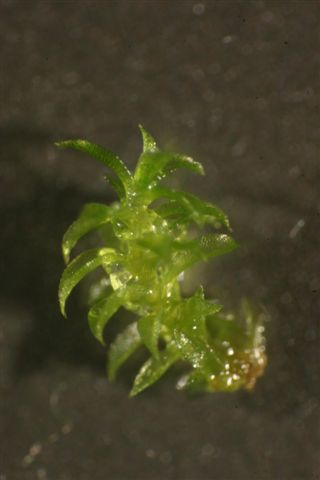
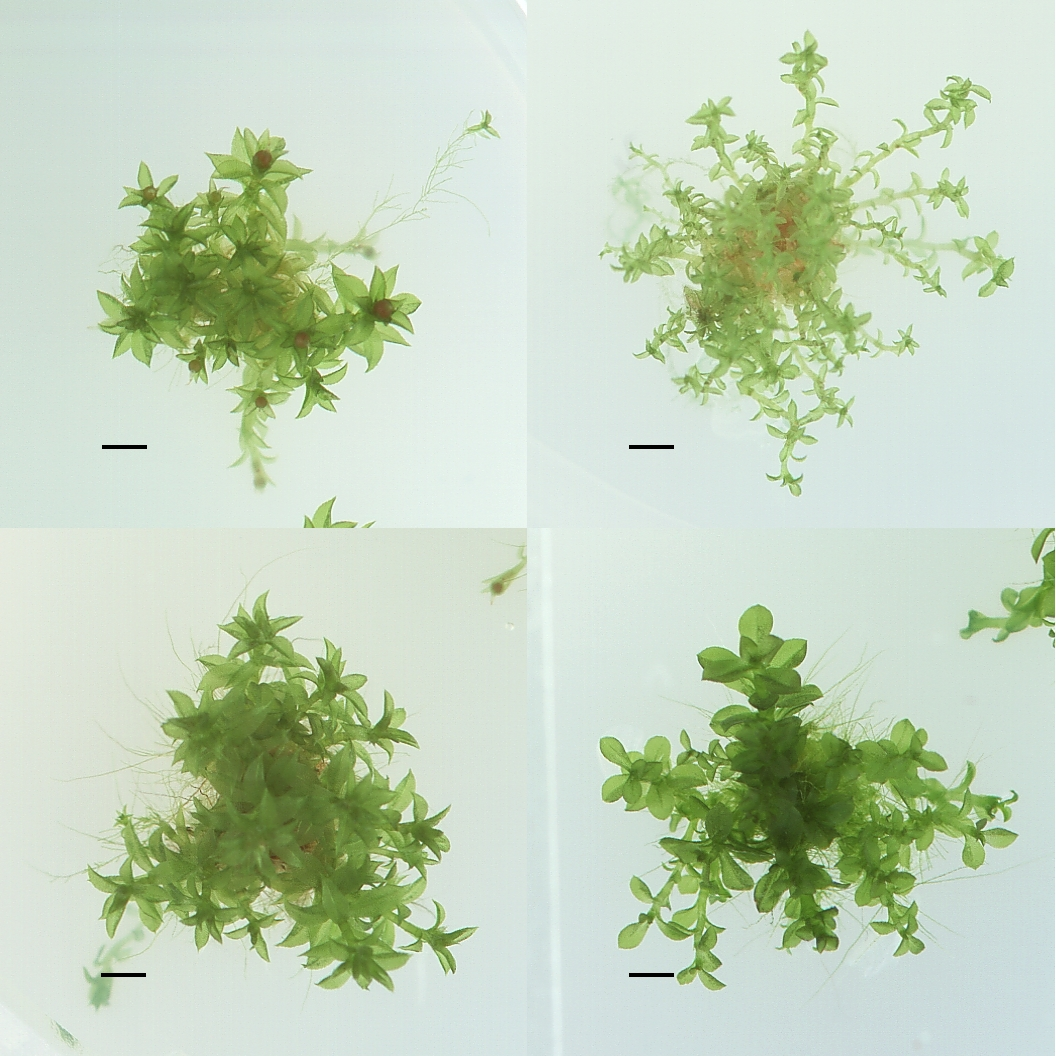
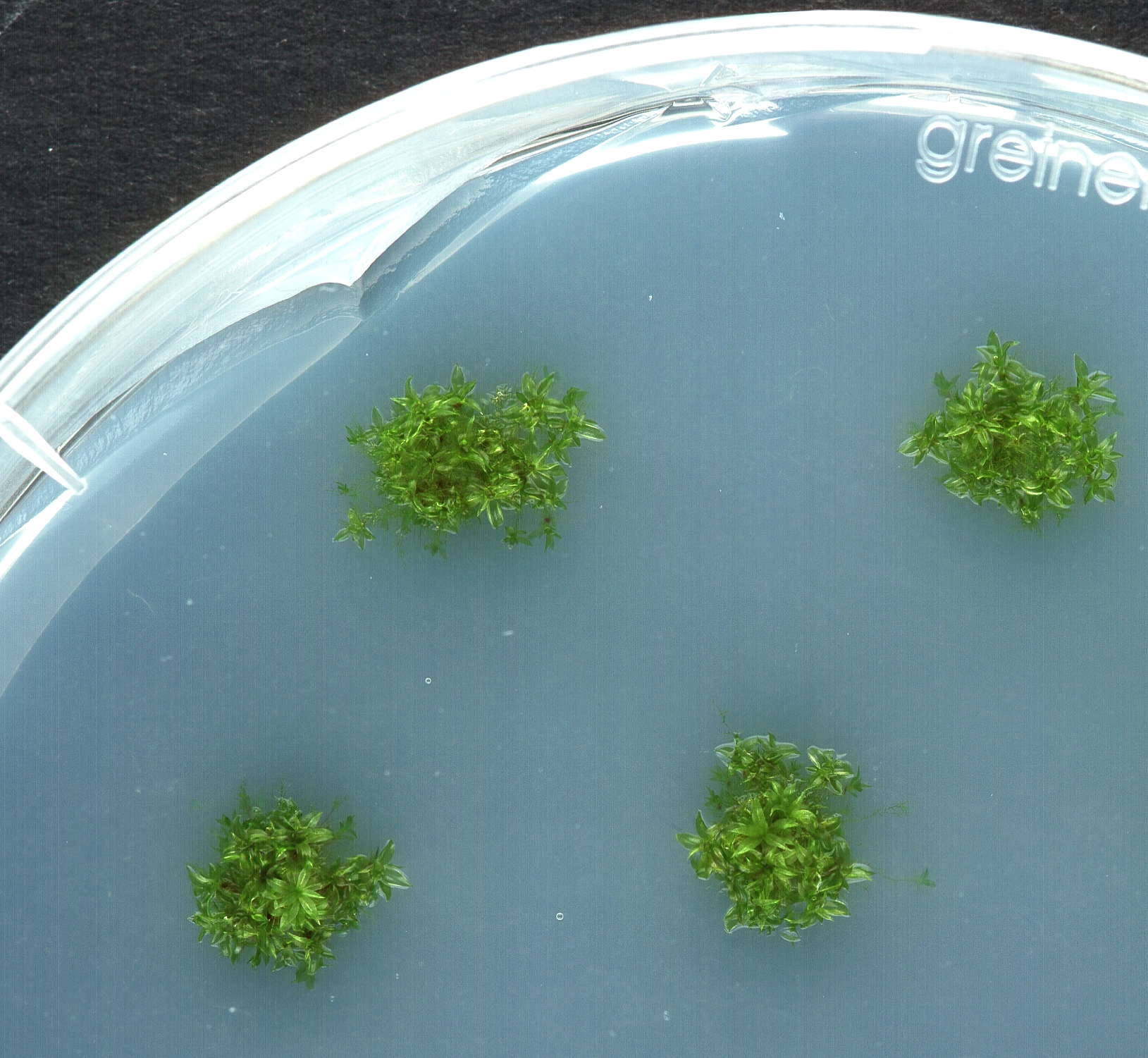